# Феодор II Ласкарис
Фео́дор II Ла́скарис (греч. Θεόδωρος Β' Λάσκαρης; 1221 — 16 августа 1258) — никейский император в 1254—1258 годах.
Феодор был сыном императора Иоанна III. Приняв власть, Феодор тотчас начал войну против болгар. Война была упорная, и, по условиям мира, границы обоих государств остались большой частью без изменений. По характеру император был горяч во всех отношениях и для своих сановников был властелином тяжёлым и строгим. Он не имел твёрдости своего отца, но отличался во всём быстротой и великодушием. Феодор был человеком учёным, умел хорошо и красноречиво излагать свои мысли.
Вскоре после восшествия на престол Византии он впал в тяжёлую болезнь, так что он часто во время приступа падал на пол. Ходили слухи, что император был якобы околдован чародеями. Поэтому ромейские чиновники Феодора многих людей, даже знатных, при нём хватали и заключали в темницу, едва лишь появлялось подозрение, что они занимаются колдовством (Пахимер: 1; 8; 12-13). Незадолго до смерти Феодор, изунуряемый недугом, превратился по словам Акрополита, в совершенный скелет (Акрополит: 74).
От дочери Феодора II происходит семейство Ласкари, правившее городами Вентимилья и Тенде на итало-французском пограничье.

## Семья
Феодор II был женат на Елене Асенине, дочери царя Болгарии Ивана Асеня II.
Дети:
- Ирина Дукена Ласкарина, замужем за царем Болгарии Константином Тихом
- Мария Дукена Ласкарина, замужем за деспотом Никифором Дукой
- Феодора Дукена Ласкарина, замужем за 1) Матье де Монсом, бароном Велигости; 2) паракимоменом Иоанном Макриносом
- Евдокия Дукена Ласкарина, замужем за 1) графом Гульельмо Пьеро де Вентимильей; 2) графом Арно Рожером де Паллар
- неизвестная дочь, замужем за болгарским деспотом Яковом Святославом
- Иоанн IV Дука Ласкарис